# Nachal Šela
Nachal Šela (hebrejsky: נחל שלה) je vádí v Judských horách a pahorkatině Šefela v Izraeli.
Začíná v nadmořské výšce cca 400 metrů severovýchodně od vesnice Nechuša nedaleko od hranice Západního břehu Jordánu, v kopcovité a řídce zalidněné krajině. Směřuje pak k severu a severozápadu mírně se zahlubujícím údolím, jehož svahy pokrývá souvislý lesní komplex. Jihovýchodně od vesnice Cafririm ústí zprava do toku Nachal Chachlil.